# Calderara di Reno

Calderara di Reno (Caldarèra en dialecte bolonais)  est une commune italienne d'environ 13 200 habitants située dans la ville métropolitaine de Bologne, dans la région Émilie-Romagne, dans le Nord de l'Italie.

## Géographie
Située à une hauteur moyenne de 30 mètres  (22 à 39 m), la commune s’étend dans la partie centre-septentrionale de la plaine du Pô à 10 km au nord-ouest de Bologne, sur la rive gauche du Reno et à droite du torrent Lavino. La commune est limitrophe des communes de Sala Bolognese, Castel Maggiore, Bologne et Anzola dell'Emilia.

La cité est traversée par la route provinciale SP18 qui mène à l’autoroute A14 par la bretelle de Bologne-Borgo Panigale. À 3 km, la route nationale SS568 mène de Bologne (9 km) à Crevalcore (13 km) et l’aéroport est à 7 km.

Grandes villes voisines :
- Milan 192 km ;
- Florence 89 km ;
- Padoue 105 km.

## Histoire
La localité de Sacerno, appartenant au territoire communal actuel, anciennement dénommé Mezzomondo, est connu comme le lieu où, en 43 av.J.-C., se rencontrèrent Auguste, Marcus Aemilius Lepidus et Marc Antoine, pour établir la division des territoires appartenant à l’Empire romain.

Au Moyen Âge, la localité de Longara, fut le siège des Lombards.

La commune fut fondée en 1802, sous le gouvernement de Napoléon, avec le nom de San Vitale e Calderara.

## Économie
À partir du milieu du XXe siècle, le voisinage d’avec les infrastructures du chef-lieu provincial fit passer Calderara d’une économie agricole à une économie plutôt industrielle et artisanale ; sans toutefois abandonner la culture céréalière et fruitière, ainsi que l’élevage bovin, ovin, etc.

Les activités artisanales sont orientées vers la mécanique, le textile, la chimie et les matières synthétiques. Facilité en cela par la desserte ferroviaire sur la ligne Bologne-Vérone. 

## Administration
| Période                                  | Période  | Identité     | Étiquette     | Qualité |
| ---------------------------------------- | -------- | ------------ | ------------- | ------- |
| 0/06/2009                                | En cours | Irene Priolo | Centre gauche |         |
| Les données manquantes sont à compléter. |          |              |               |         |

### Hameaux
Lippo, longara.html|Longara

### Communes limitrophes
Anzola dell'Emilia (6 km), Bolognano, Castel Maggiore (7 km), Sala Bolognese (7 km), San Giovanni in Persiceto (11 km).

## Population

### Évolution de la population en janvier de chaque année
| 1861  | 1901  | 1921  | 1951  | 1961  | 1971  | 1981  | 1991   | 2001   |
| ----- | ----- | ----- | ----- | ----- | ----- | ----- | ------ | ------ |
| 4 011 | 4 551 | 5 226 | 5 834 | 4 684 | 4 562 | 8 696 | 10 800 | 11 638 |

| 2011   | - | - | - | - | - | - | - | - |
| ------ | - | - | - | - | - | - | - | - |
| 13 163 | - | - | - | - | - | - | - | - |

### Ethnies et minorités étrangères
Selon les données de l’Institut national de statistique (ISTAT) au 1er janvier 2011, la population étrangère résidente et déclarée était de 1 181 personnes, soit 8,7 % de la population résidente.
Les nationalités majoritairement représentatives étaient :
| Pos. | Pays     | Population |
| ---- | -------- | ---------- |
| 1    | Maroc    | 267        |
| 2    | Pakistan | 210        |
| 3    | Roumanie | 184        |
| 3    | Moldavie | 61         |
| 5    | Albanie  | 58         |

## Fêtes et événements culturels
- Anniversaire de la paroisse Santa Maria di Calderara di Reno, les 10 et 11 septembre.
- Semaine Calderarese, fête durant une semaine avec projection de films sur méga-écran et exposition
- Foire de printemps.
- Carneval.
- Marché du lundi matin.